# Germanico Giulio Cesare
Germanico Giulio Cesare (in latino Germanicus Iulius Caesar; 24 maggio 15 a.C. – Antiochia di Siria, 10 ottobre 19), nato probabilmente come Nerone Claudio Druso (Nero Claudius Drusus), noto per un periodo come Nerone Claudio Druso Germanico ma meglio conosciuto semplicemente come Germanico, è stato un politico e militare romano, appartenente alla dinastia giulio-claudia.

## Biografia

### Origini familiari e giovinezza
Nacque con il nome di Nerone Claudio Druso, da Druso maggiore, figlio dell'imperatrice Livia Drusilla, e da Antonia minore, nipote di Augusto. Ricevette il cognomen Germanicus in seguito ai successi del padre, comandante in Germania tra il 12 ed il 9 a.C.. Il Senato decretò, infatti, nel 9 a.C., dopo la morte del padre, che a quest'ultimo e ai suoi discendenti fosse attribuito tale cognomen.
Mutò il nome originario in quello di Germanico Giulio Cesare in seguito alla sua adozione nella gens Iulia, avvenuta dopo le morti dei nipoti ed eredi al trono, Lucio e Gaio Cesare (rispettivamente nel 2 e nel 4), non senza che si sospettasse che Livia Drusilla avesse avuto qualche ruolo nella loro morte: il primo si era misteriosamente ammalato, mentre il secondo era stato colpito a tradimento in Armenia, mentre discuteva con i nemici una proposta di pace. Tiberio, al suo ritorno dall'esilio volontario, dopo aver evitato in ogni modo di partecipare alla vita pubblica per un decennio, fu adottato da Augusto, insieme all'ultimo figlio maschio di Giulia maggiore, Agrippa Postumo. Il princeps lo costrinse, però, ad adottare a sua volta il nipote Germanico, sebbene Tiberio avesse già un figlio, concepito dalla prima moglie, Vipsania, di nome Druso (Druso minore) e più giovane di un anno soltanto. L'adozione di Tiberio e, quindi, di Germanico, fu celebrata il 26 giugno del 4 con grandi festeggiamenti e Augusto ordinò che si distribuisse alle truppe oltre un milione di sesterzi.
Nello stesso anno (nel 4), a Germanico fu data in moglie Agrippina maggiore, nipote di Augusto, dalla quale ebbe nove figli, tra cui: il primogenito Nerone (nato nel 4-5, morto nel 30), Druso (nato nel 7-8, morto nel 31), Caligola, Agrippina minore (moglie e nipote di Claudio e madre del futuro imperatore, Nerone), Giulia Drusilla e Giulia Livilla.

### Carriera militare (7-19)

#### In Pannonia con Tiberio (7-9)
| Tiberio, Germanico e Druso: asse                                     | Tiberio, Germanico e Druso: asse                                             |
| -------------------------------------------------------------------- | ---------------------------------------------------------------------------- |
|                                                                      |                                                                              |
| PERM DIVI AVG COL ROM, testa laureata di Tiberio;                    | GERMANICVS CAESAR DRVSVS CAESAR, teste di Germanico e Druso che si guardano. |
| 30 mm, 14.80 g, coniato tra il 14 ed il 19 (?) (morte di Germanico). |                                                                              |

Augusto, sospettando che Tiberio potesse avere ragione dei Dalmati in breve tempo ma indugiasse, inviò sul teatro delle operazioni il nipote Germanico Giulio Cesare, che all'epoca era solamente questore, per controllare e farsi le ossa a fianco del padre adottivo. Le prime operazioni di quell'anno, riguardarono il settore orientale dello schieramento romano, che avanzò verso occidente, sotto il comando congiunto di Cecina Severo e Plauzio Silvano. Il nemico, però, che si era concentrato in forze sotto il comando dei due Batoni, attendeva l'esercito romano per bloccargli la strada e batterlo, prima che si ricongiungesse a Tiberio. E così, mentre l'avanguardia dell'esercito romano cercava di accamparsi e la restante parte era ancora in marcia, il nemico gli piombò addosso all'improvviso e per poco non riuscì a schiacciarlo, seguendo una tattica simile a quella usata da Annibale nella battaglia del Trasimeno. L'esercito romano ondeggiò, ma alla fine prevalse la ferrea disciplina e la tenacia delle legioni romane, e da una possibile sconfitta e distruzione, emerse la vittoria. Questa fu la battaglia della paludi Volcee: uno dei più grandi disastri mancati negli annali della storia di Roma. Finalmente Cecina e Silvano poterono condurre le loro truppe a Siscia ed unirsi a Tiberio.
Tiberio aveva ora in pugno la valle della Sava, doveva solo rinforzarla con roccaforti, per evitare che i ribelli potessero unirsi di nuovo, e quindi batterli separatamente. Nella seconda parte di quell'anno Tiberio, infatti, dispose diverse colonne militari, che attaccassero simultaneamente in più punti il nemico. Tra queste anche Germanico partecipò, battendo e sottomettendo la tribù dalmata dei Mazei.
L'anno seguente conduceva difficili operazioni contro alcune tribù dell'interno, nell'attuale Bosnia, sottomettendo alcune importanti roccaforti dalmate. L'esercito intorno a Siscia, mosse rapidamente verso est, riuscendo a battere un nuovo esercito pannone (in località sconosciuta, forse lungo il fiume Bosna). La carestia e la paziente strategia di Tiberio li avevano logorati, i tradimenti fecero il resto. Batone il Pannone tradì Pinnes e lo consegnò ai Romani, in ricompensa divenne capo dei Breuci. L'altro Batone, il Dalmata, venuto a conoscenza del tradimento, lo catturò e lo uccise, persuadendo i Pannoni a riprendere le armi. Ancora una volta vennero sconfitti da Plauzio Silvano, sopraggiunto da Sirmio. Batone il Dalmata decideva, allora, di ritirarsi più a sud tra i monti. Bloccò gli stretti passi che conducono nella Bosnia, mentre Silvano, più a nord, riusciva a sottomettere definitivamente i Breuci. La penetrazione in questa difficile regione e la sua sottomissione, il cosiddetto bellum dalmaticum, come più tardi venne chiamato, fu preparato meticolosamente da Tiberio nel corso dell'inverno, lasciando a Siscia, Marco Emilio Lepido, Silvano a Sirmo, Germanico a sud delle Alpi Dinariche e Cecina ancora in Mesia, mentre egli stesso faceva ritorno a Roma per l'inverno. Tiberio era, ormai, sicuro che l'anno seguente sarebbe stato l'anno del successo definitivo e della capitolazione degli insorti.

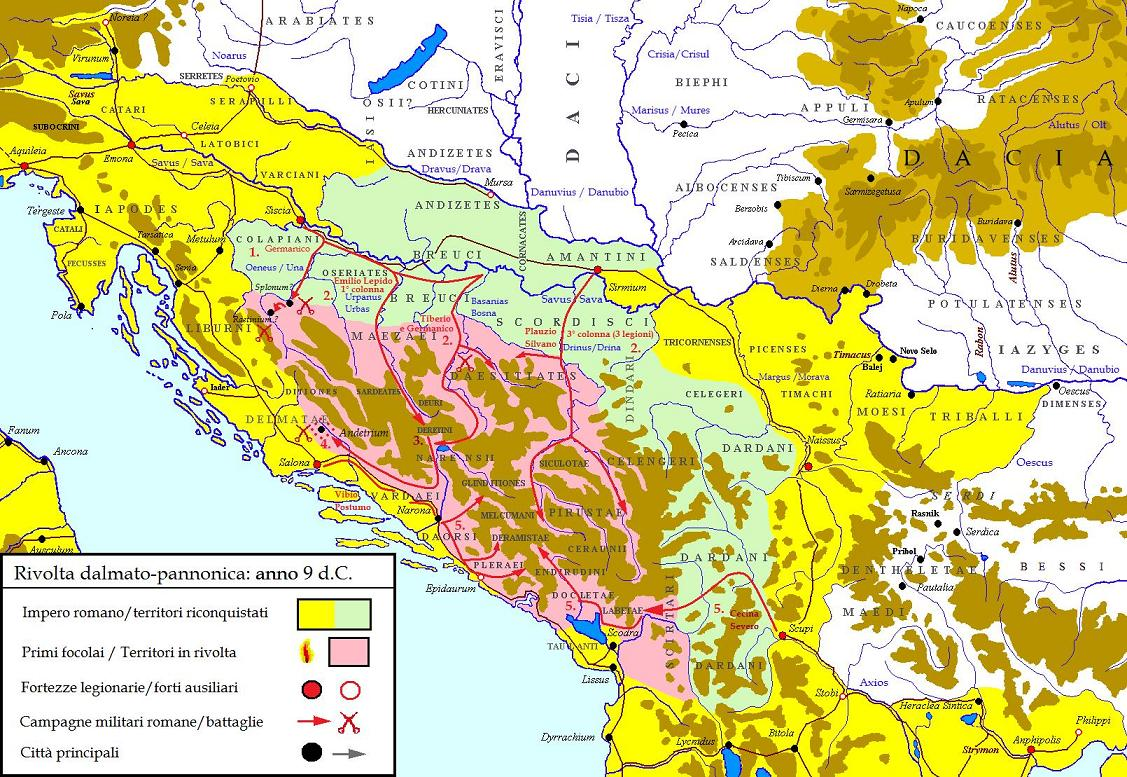
Il quarto ed ultimo anno di guerra (9 d.C.): Tiberio divide l'esercito in tre colonne e procede alla sottomissione definitiva delle popolazioni dalmate, spostandosi da nord (fiume Sava) a sud (coste dalmate).

Le ostilità ripresero con l'inizio dell'anno 9, e Germanico, ancora una volta si distinse per coraggio e senso del comando, portando a termine alcune azioni militari di valore, come la conquista delle roccaforti dalmate di Splono (che alcuni studiosi moderni identificano con l'odierna Plevlje) e Raetinum. E sebbene anche gli altri generali, come Marco Plauzio Silvano e Marco Emilio Lepido, si fossero distinti in battaglia, non tutte le popolazioni dimostravano di sottomettersi, come sarebbe stato necessario. Tiberio decise, allora, di dividere l'esercito in tre colonne:
- la prima, affidata a Marco Plauzio Silvano, doveva dirigersi verso l'interno della Dalmazia partendo da Sirmio lungo il fiume Bosna, coprendo il lato sinistro dello schieramento romano;
- la seconda, affidata al nuovo legato dell'Illirico (Marco Emilio Lepido), doveva percorrere il fiume Glina partendo da Siscia, a copertura del lato destro dello schieramento;
- la terza, sotto il suo diretto comando, insieme a Germanico, doveva probabilmente percorrere il fiume Urbas, al centro dello schieramento, in direzione Andretium (nelle vicinanze di Salona), dove Batone il Dalmata si nascondeva.[14]

Un quarto esercito, sotto il comando del governatore di Dalmazia, un certo Gaio Vibio Postumo, ripuliva le coste adriatiche dei rivoltosi.
E dopo un lungo inseguimento, durante il quale numerose città dalmate caddero sotto gli insistenti colpi delle armate romane, Tiberio giungeva nei pressi di Andretium, cingendola d'assedio. Qui si ricongiungeva con Lepido, e dopo una lunga e sanguinosa battaglia sotto le sue mura, anche Batone capitolava e chiedeva la resa. La guerra si concluse in questo modo. Augusto e Tiberio ricevettero l'ennesima acclamazione ad Imperator, mentre Germanico, Vibio Postumo, Lepido, Plauzio Silvano e Cecina Severo, gli ornamenta triumphalia.

#### La prima volta in Germania con Tiberio negli anni 10/11-13

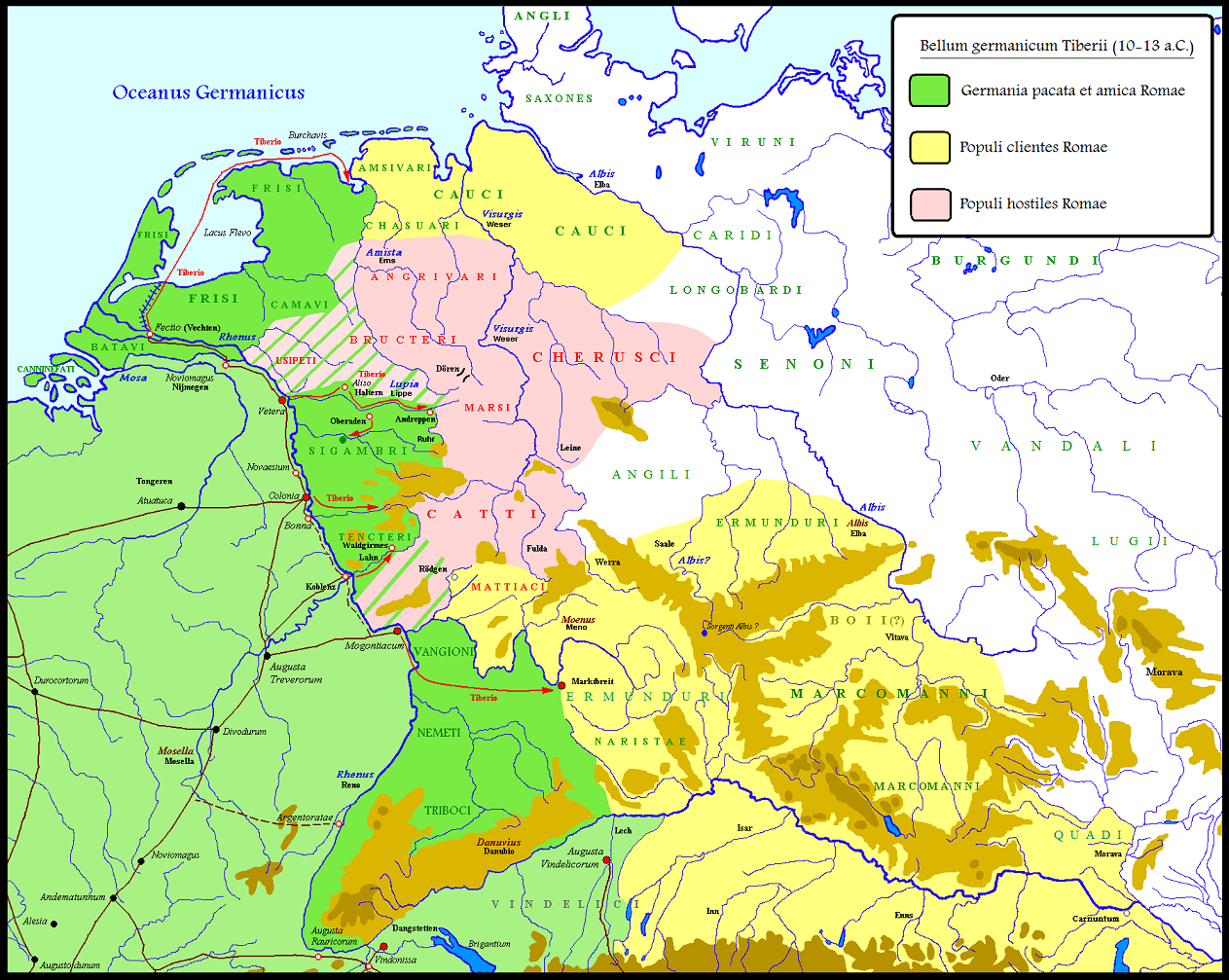
Campagne di Tiberio del 10/11-13 d.C. In rosa la coalizione germanica, anti-romana. In verde scuro, i territori mantenuti sotto il "diretto" controllo romano, in giallo quelli "clienti" (come i Marcomanni di Maroboduo).

Accompagnò Tiberio in Germania negli anni 10-13, dopo la grave disfatta subita da Publio Quintilio Varo nella foresta di Teutoburgo del 9). Era, infatti, necessaria una reazione militare immediata e decisa da parte dell'impero romano. Non si doveva permettere al nemico germanico di prendere coraggio e di invadere i territori della Gallia e magari dell'Italia stessa, mettendo a rischio non solo una provincia ma la stessa salvezza di Roma.
Tiberio dimostrò, ancora una volta, di essere un generale particolarmente geniale. Era riuscito a frenare i propositi di una nuova invasione da parte delle genti germaniche vittoriose. Negli anni che si susseguirono condusse gli eserciti ancora al di là del Reno per tre nuove campagne militari (dal 10/11 al 13) e non è possibile escludere che parte dei territori della provincia della Germania (acquisiti prima della disfatta di Varo), possa essere stata recuperata dalle armate romane (almeno i territori compresi tra i fiumi Reno e Weser lungo la Lippe, quelli lungo la costa del Mare del Nord e almeno quelli a sud del fiume Meno fino al Danubio):
(Velleio Patercolo, Historiae Romanae ad M. Vinicium consulem libri duo, II, 120, 1-2.)
(Velleio Patercolo, Historiae Romanae ad M. Vinicium consulem libri duo, II, 121.)
(Cassio Dione Cocceiano, Storia Romana, LVI, 25.)
Buona parte della zona tra il Reno e l'Elba era andata perduta (non sappiamo in quale misura) e neppure le azioni intraprese da Tiberio negli anni 10/11-13, poterono ripristinare quanto era stato così faticosamente conquistato in 20 anni di campagne militari precedenti.

#### La seconda spedizione in Germania (14-16)
Tornato a Roma, nel 12 fu eletto console 5 anni prima del normale cursus honorum, vale a dire a soli 28 anni. Nell'anno 13 Germanico fu nominato comandante delle truppe del Reno. Nel testamento lasciato da Augusto dopo la sua morte, venne designato come erede di secondo grado, al pari del figlio di Tiberio, Druso minore. Durante la successiva seduta del Senato del 17 settembre del 14, Tiberio divenne il nuovo imperatore e successore di Augusto, alla guida dello Stato romano, mantenendo la tribunicia potestas e l'imperium proconsulare maius insieme agli altri poteri di cui aveva usufruito Augusto, e assumendo il titolo di princeps.
Il nuovo principe, fra i suoi primi atti, sollecitò il senato a concedere l'imperium proconsulare a Germanico, che quindi poteva godere di grande autonomia rispetto a Tiberio stesso sulla impostazione della guerra in Germania.

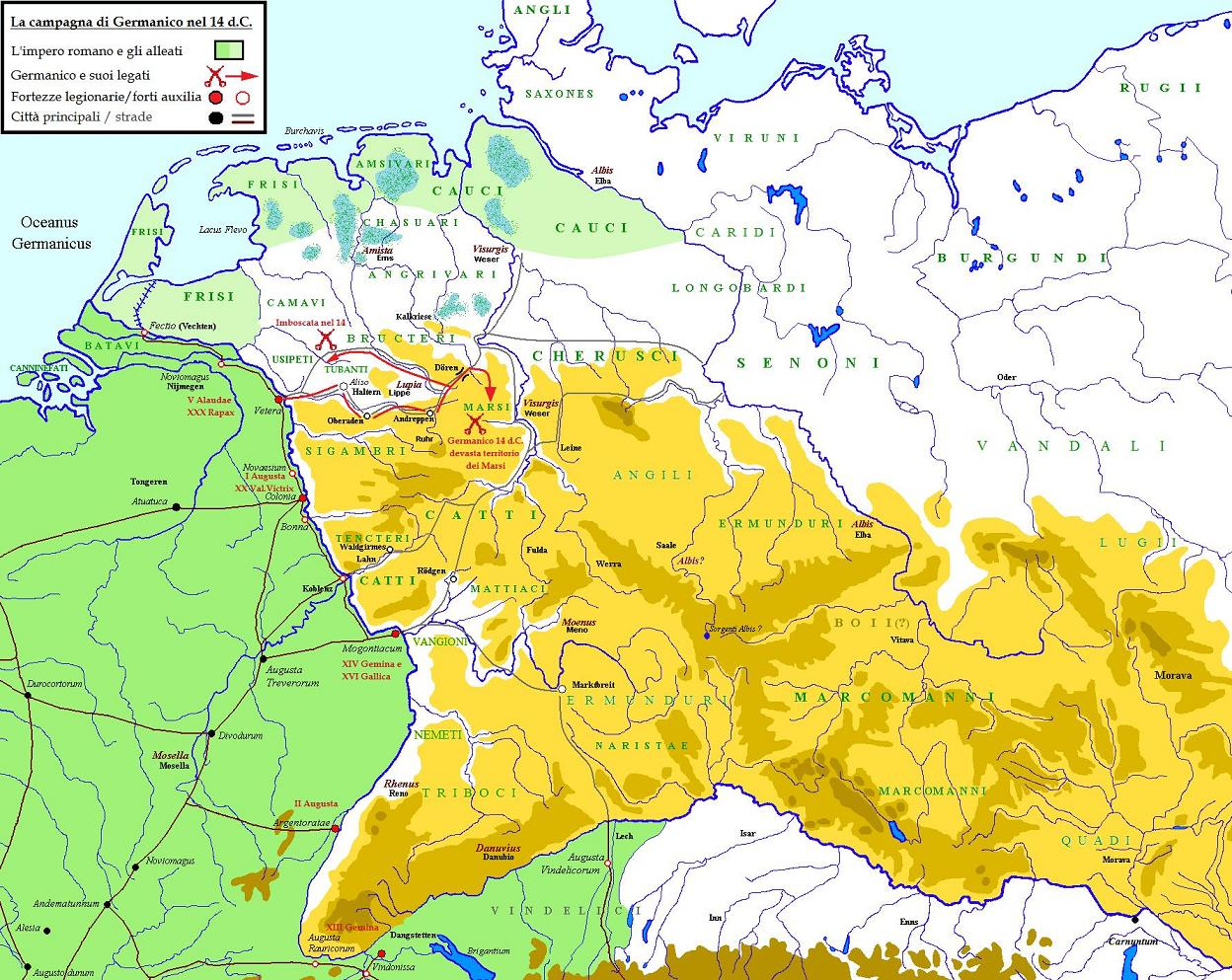
La spedizione del 14 di Germanico in Germania.

##### La rivolta delle legioni
Nel 14, mentre era in corso una rivolta delle legioni in Pannonia, anche gli uomini stanziati lungo il confine germanico si ribellarono ai loro comandanti, dando inizio ad un'efferata serie di violenze e massacri. Germanico, allora, che era a capo dell'esercito stanziato in Germania e godeva di grande prestigio, si incaricò di riportare alla calma la situazione, confrontandosi personalmente con i soldati in rivolta che
Germanico decise di concedere loro il congedo dopo venti anni di servizio e di inserire nella riserva tutti i soldati che avevano combattuto per oltre sedici anni, esonerandoli così da ogni obbligo ad eccezione di quello di respingere gli assalti nemici; raddoppiò allo stesso tempo i lasciti a cui, secondo il testamento di Augusto, i militari avevano diritto. Le legioni, che avevano da poco appreso della recente morte di Augusto, arrivarono addirittura a garantire il proprio appoggio al generale se avesse desiderato impadronirsi del potere con la forza, ma egli rifiutò dimostrando allo stesso tempo grande rispetto per il padre adottivo Tiberio e una grande fermezza. La rivolta, che aveva attecchito tra molte delle legioni di stanza in Germania, risultò comunque difficile da reprimere, e si concluse con la strage di molti legionari ribelli. I provvedimenti presi da Germanico per soddisfare le esigenze delle legioni furono poi ufficializzati in un secondo momento da Tiberio, che assegnò le stesse indennità anche ai legionari pannoni. Fin dall'inizio del suo principato, Tiberio si trovò, pertanto, a dover convivere con l'incredibile prestigio che Germanico, il figlio di suo fratello, Druso maggiore, che egli stesso aveva adottato per ordine di Augusto, andava acquisendo presso tutto il popolo di Roma.

##### La rivincita romana
Ripreso il controllo della situazione, Germanico decise di organizzare una spedizione contro le popolazioni germaniche che, venute a conoscenza delle notizie della morte di Augusto e della ribellione delle legioni, avrebbero potuto decidere di lanciare un nuovo attacco contro l'impero. Assegnata, dunque, parte delle legioni al luogotenente Aulo Cecina Severo, attaccò le tribù di Bructeri, Tubanti e Usipeti, sconfiggendole nettamente e compiendo numerose stragi; attaccò, poi, i Marsi, ottenendo nuove vittorie e pacificando così la regione ad ovest del Reno: poté in questo modo progettare per il 15 una spedizione ad est del grande fiume, con la quale avrebbe potuto vendicare Varo e frenare ogni volontà espansionistica dei Germani.

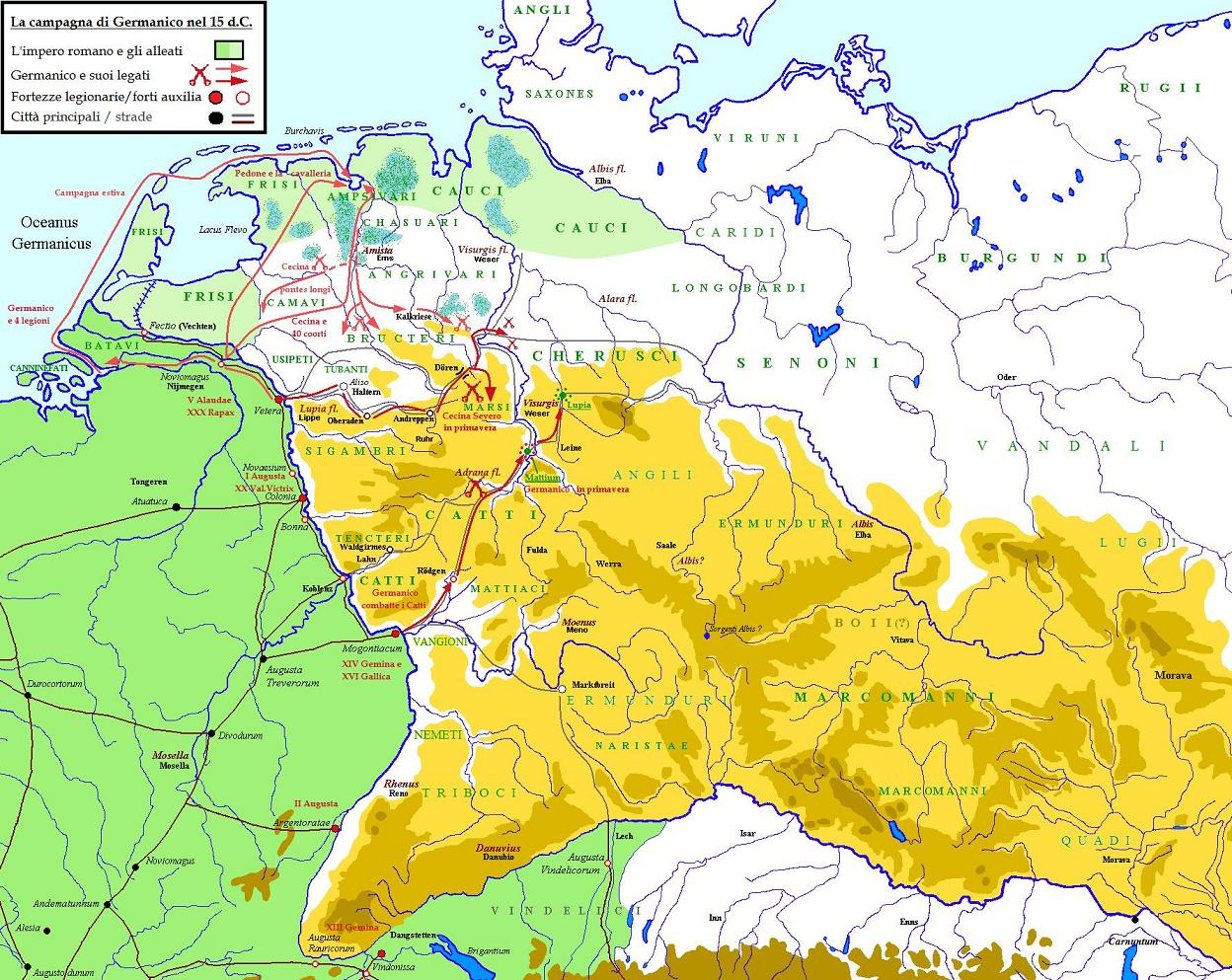
La spedizione del 15 di Germanico in Germania.

Nel 15, dunque, Germanico attraversò il Reno assieme al luogotenente Cecina Severo, che sconfisse nuovamente i Marsi, mentre il generale ottenne una netta vittoria sui Catti. Il principe dei Cherusci Arminio, che aveva sconfitto Varo a Teutoburgo, incitò allora tutte le popolazioni germaniche alla rivolta, invitandole a combattere contro gli invasori romani; si formò, tuttavia, anche un piccolo partito filoromano, guidato dal suocero di Arminio, Segeste, che offrì il proprio aiuto a Germanico. Questi si diresse verso Teutoburgo, dove poté ritrovare una delle aquile legionarie perdute nella battaglia di sei anni prima, e rese gli onori funebri ai caduti le cui ossa erano rimaste insepolte. Decise, poi, di inseguire Arminio per affrontarlo in battaglia; il principe germanico, però, attaccò gli squadroni di cavalleria che Germanico aveva mandato in avanscoperta sicuro di poter cogliere il nemico impreparato, e fu dunque necessario che l'intero esercito legionario intervenisse per evitare una nuova disastrosa sconfitta. Germanico, allora, decise di tornare ad ovest del Reno assieme ai suoi uomini; mentre si trovava sulla strada del ritorno presso i cosiddetti pontes longi, Cecina fu attaccato e sconfitto da Arminio, che lo costrinse a retrocedere all'interno dell'accampamento. I Germani, allora, convinti di poter avere la meglio sulle legioni, assaltarono l'accampamento stesso, ma furono a loro volta duramente sconfitti, e Cecina poté condurre le legioni sane e salve ad ovest del Reno.
Nonostante avesse riportato una sostanziale vittoria, Germanico era cosciente che i Germani erano ancora in grado di riorganizzarsi, e decise, nel 16, di condurre una nuova campagna che avesse l'obiettivo di annientare definitivamente le popolazioni tra il Reno e l'Elba.

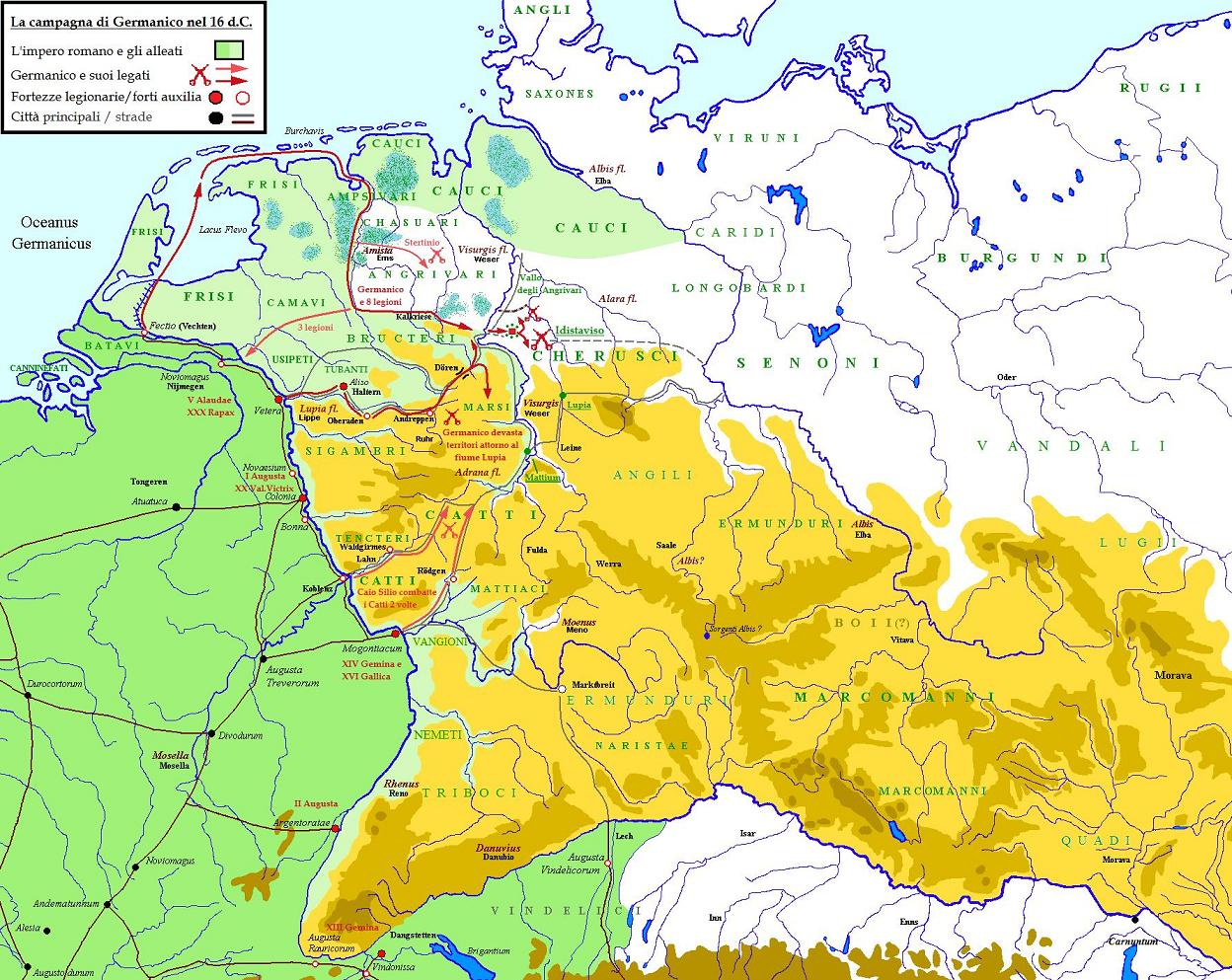
La spedizione del 16 di Germanico in Germania.

Per giungere indisturbato nelle terre dei nemici, decise di approntare una flotta che conducesse le legioni fino alla foce del fiume Amisia: in tempi rapidi furono approntate oltre mille navi agili e veloci, in grado di trasportare numerosi uomini ma dotate anche di macchine da guerra per la difesa. Non appena i Romani sbarcarono in Germania, le tribù del luogo, riunite sotto il comando di Arminio, si prepararono a fronteggiare gli invasori e si riunirono a battaglia presso Idistaviso; gli uomini di Germanico, ben più preparati dei loro nemici, fronteggiarono allora i Germani, e riportarono una schiacciante vittoria. Arminio e i suoi si ritirarono presso il Vallo Angrivariano, ma subirono un'altra durissima sconfitta da parte dei legionari romani: le genti che abitavano tra il Reno e l'Elba erano così state debellate. Germanico ricondusse dunque i suoi in Gallia, ma, sulla strada del ritorno, la flotta romana fu dispersa da una tempesta e costretta a subire notevoli perdite; l'inconveniente occorso ai Romani diede nuovamente ai Germani la speranza di poter ribaltare le sorti della guerra, ma i luogotenenti di Germanico poterono facilmente avere la meglio sui loro nemici.
Le campagne militari non riuscirono però a riportare i territori tra Reno ed Elba sotto il dominio romano. Egli riuscì a recuperare due delle tre aquile perdute nella battaglia di Teutoburgo, ed a battere la coalizione germanica, anche se non con una vittoria determinante, presso una ignota località di Idistaviso (nel 16). Tiberio, malgrado le aspettative del giovane generale, ritenne opportuno rinunciare a nuovi piani di conquista di quei territori. Del resto il nipote, Germanico, non aveva raggiunto gli obbiettivi militari auspicati, non essendo riuscito a battere in maniera risolutiva Arminio e la coalizione germanica da lui guidata. Il suo luogotenente, Aulo Cecina Severo per poco non cadeva in un'imboscata con 3-4 legioni, scampando a mala pena ad un nuovo e forse peggiore disastro di quello occorso a Quintilio Varo nella foresta di Teutoburgo. Ma soprattutto la Germania, terra selvaggia e primitiva, era un territorio inospitale, ricoperto da paludi e foreste, con limitate risorse naturali (a quel tempo conosciute) e, quindi, non particolarmente appetibile da un punto di vista economico. La Germania risultava così perduta per sempre e Germanico fu richiamato al termine del 16. Tiberio riteneva che i confini imperiali dovessero rimanere sul fiume Reno e che del fiume Elba non se ne facesse più menzione. La sua volontà, per quanto contraria a quella del nipote, concordava perfettamente con quanto aveva indicato Augusto, che ammoniva nel non superare i confini dei fiumi Reno e Danubio.

#### Incarico in Oriente (18-19)
| Trionfo concesso a Germanico nel 17 | Trionfo concesso a Germanico nel 17 | Trionfo concesso a Germanico nel 17                                                                                                 | Trionfo concesso a Germanico nel 17                                                                  | Trionfo concesso a Germanico nel 17                                                                  | Trionfo concesso a Germanico nel 17         | Trionfo concesso a Germanico nel 17 |
| Immagine                            | Valore                              | Dritto | Rovescio                                                                                             | Datazione                                                                                            | Peso; diametro                              | Catalogazione                       |
| ----------------------------------- | ----------------------------------- | --- | --- | --- | ------------------------------------------- | ----------------------------------- |
|                                     | Æ dupondio                          | GERMANICVS CAESAR, Caligola celebra il padre Germanico posto su una quadriga verso destra, con i pannelli decorati con la Vittoria; | SIGNIS RECEPT DEVICTIS GERMAN, Germanico in piedi verso sinistra, solleva le armi e tiene un'Aquila. | 37/41 (Caligola celebra le vittorie ed il trionfo del padre Germanico sui Germani (avvenuto nel 17); | 29 mm, 16,10 g, 8 h (zecca di Roma antica); | RIC Caligula, I 57.                 |

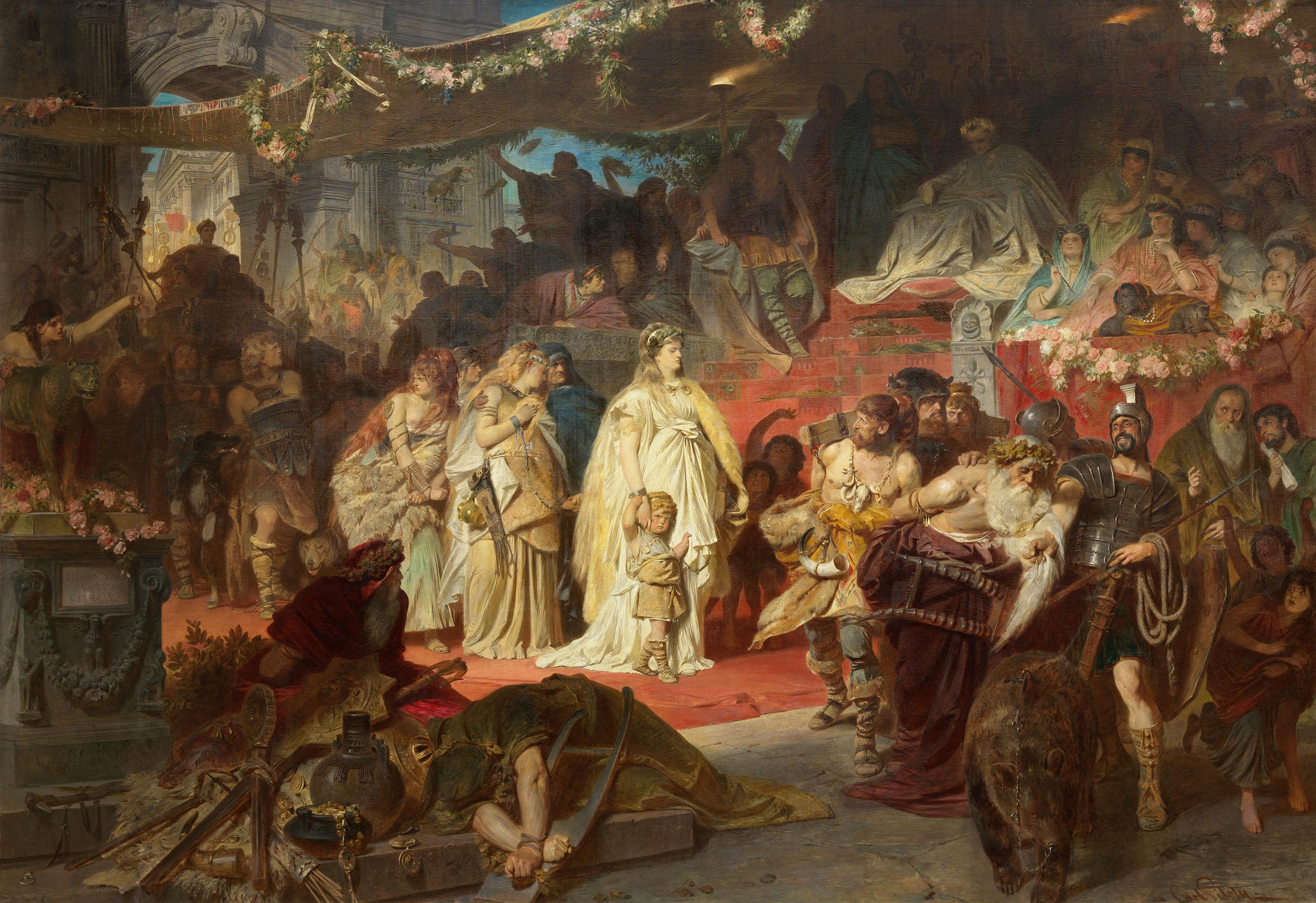
Il trionfo di Germanico che porta con sé come prigionieri Thusnelda e Tumelico, moglie e figlio di Arminio, e Segimundo, suo fratello, celebrato il 26 maggio del 17, davanti al patrigno Tiberio ed al padre di lei Segeste, in un quadro di Carl Theodor von Piloty.

Quando questi ebbe portato a termine le sue campagne sul fronte settentrionale, dove si era guadagnato la stima dei suoi collaboratori e dei legionari, riuscendo a recuperare due delle tre Aquile legionarie perdute nella battaglia di Teutoburgo, la sua popolarità era tale da consentirgli, se avesse voluto, di prendere il potere scacciando il padre adottivo, che in alcuni contesti era già malvisto poiché la sua ascesa al principato era stata segnata dalla morte di tutti gli altri parenti che Augusto aveva indicato come eredi. Il risentimento spinse quindi Tiberio ad affidare al figlio adottivo uno speciale compito in Oriente, in modo da allontanarlo ulteriormente da Roma. E così, dopo aver concesso a Germanico il trionfo il 26 maggio del 17, gli affidò il nuovo comando speciale in Oriente. Strabone racconta che sfilarono anche numerosi prigionieri tratti dalla tribù germaniche dei Cauci, Campsani, Bructeri, Usipeti, Cherusci, Catti, Cattuari, Landi, Tubantii.
Nel viaggio che lo avrebbe portato in Oriente, Germanico, accompagnato dalla moglie Agrippina maggiore, ebbe modo di fare tappa in diverse città greche. Partecipò dapprima alle Olimpiadi del 17 d.C., ottenendo una vittoria nella gara con la quadriga, poi mosse a Nicopoli dove assunse il consolato il 1 gennaio del 18 d.C., e infine visito Atene, Lesbo, ove la consorte partorì la figlia Giulia Livilla, , e da ultima Bisanzio, dalla quale sarebbe salpato in Asia per onorare il delicato incarico ricevuto dallo zio Tiberio. A turbare, infatti, la situazione orientale erano intervenute le morti del re della Cappadocia Archelao, che era venuto a Roma a rendere omaggio al nuovo princeps, Tiberio, di Antioco III, re di Commagene, e di Filopatore, re di Cilicia: i tre stati, che erano vassalli di Roma, si trovavano così in una situazione di instabilità politica da non sottovalutare. La difficile situazione orientale rese così necessario un nuovo intervento romano, e per questo Tiberio aveva inviato il figlio adottivo, Germanico, cui fu concesso l'imperium proconsulare maius su tutte le province orientali. Tiberio, tuttavia, non aveva fiducia in Germanico, che in Oriente si sarebbe trovato lontano da qualsiasi controllo ed esposto alle influenze dell'intraprendente moglie Agrippina maggiore, e decise dunque di affiancargli un uomo di sua fiducia: la scelta di Tiberio ricadde su Gneo Calpurnio Pisone, che era stato collega nel consolato dello stesso Tiberio nel 7 a.C., aspro ed inflessibile. Germanico, dunque, partì nel 18 verso l'Oriente assieme a Pisone, che fu nominato governatore della provincia di Siria.
A Pisone era, dunque, affidato il compito di consigliare Germanico nella sua missione, ma soprattutto quello di tenerlo a freno, evitando attriti con i Parti, considerando il suo carattere particolarmente emotivo ed impulsivo. Tiberio temeva forse che, dopo la Germania, Germanico desiderasse emulare Alessandro Magno in Oriente.
Giunto in Oriente, Germanico, con il consenso dei Parti, incoronò ad Artaxata un nuovo sovrano d'Armenia: il giovane Zenone, figlio del sovrano del Ponto Polemone I e soprattutto filoromano. Stabilì, inoltre, che la Cappadocia fosse istituita come provincia a sé stante, e che la Cilicia entrasse invece a far parte della provincia di Siria. Germanico aveva così brillantemente risolto tutti i problemi che avrebbero potuto far temere l'accendersi di nuove situazioni di conflitto nella regione orientale. In seguito all'annessione della provincia di Cappadocia sotto Tiberio (nel 17/18), furono posti lungo il fiume Eufrate alcuni forti militari a presidio del settore settentrionale del limes orientale. E qui, come in altre località, potrebbe essere sorto un primo sito di milizie ausiliarie.
Dalla Siria aprì, infine, dei negoziati con Artabano II, desideroso di rinnovare il trattato di amicizia. Anche altri Stati intavolarono negoziati con il principe romano, ma si avvicinava l'inverno e Germanico decise di riposarsi in Egitto per l'inverno. Tornato in Siria agli inizi del 19, entrò in aperto conflitto con Pisone, che aveva annullato tutti i provvedimenti che il giovane figliastro di Tiberio aveva preso; Pisone, in risposta, decise di lasciare la provincia per fare ritorno a Roma.

#### Morte (19)

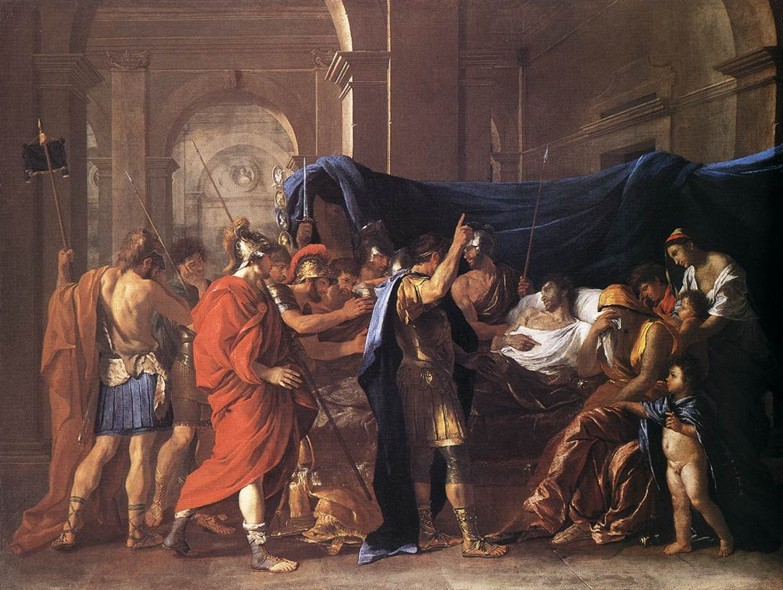
Poussin, La morte di Germanico, ca 1628, Minneapolis, Institute of Arts

Poco dopo la partenza di Pisone, Germanico cadde malato ad Antiochia e morì il 10 ottobre dopo lunghe sofferenze; prima di spirare, lo stesso Germanico confessò la propria convinzione di essere stato avvelenato da Pisone, e rivolse un'ultima preghiera ad Agrippina affinché vendicasse la sua morte. Officiati i funerali, dunque, Agrippina tornò con le ceneri del marito a Roma, dove grandissimo era il compianto di tutto il popolo per il defunto. Tiberio, tuttavia, evitò di manifestare pubblicamente i suoi sentimenti, e non partecipò neppure alla cerimonia in cui le ceneri di Germanico furono riposte nel mausoleo di Augusto. In effetti Germanico potrebbe essere deceduto di morte naturale, ma la popolarità crescente enfatizzò molto l'avvenimento, che comunque è anche ingigantito dallo storico Tacito.
(Tacito, Annales, II, 73.)
(Tacito, Annales, II, 83.)
Subito, però, si manifestò il sospetto, alimentato dalle parole pronunciate da Germanico morente, che fosse stato Pisone a causarne la morte avvelenandolo. Si diffuse dunque anche la voce di un coinvolgimento dello stesso Tiberio, quasi fosse il mandante del delitto di Germanico, avendo lo stesso scelto personalmente di inviare Pisone in Siria: quando dunque lo stesso Pisone fu processato, accusato anche di aver commesso numerosi reati in precedenza, l'imperatore tenne un discorso particolarmente moderato, in cui evitò di schierarsi a favore o contro la condanna del governatore. A Pisone non poté comunque essere imputata l'accusa di veneficio, che appariva, anche agli accusatori, impossibile da dimostrare; il governatore, tuttavia, certo di dover essere condannato per gli altri reati che aveva commesso, decise di suicidarsi prima che venisse emesso un verdetto.
La popolarità di Tiberio, dunque, uscì danneggiata dall'episodio, proprio perché Germanico era molto amato. I due, infatti, avevano modi di fare particolarmente contrastanti: Tiberio si distingueva per la freddezza, la riservatezza e pragmatismo, Germanico per la sua popolarità, la semplicità ed il fascino.
Il Syme sostiene che sia indubbiamente vero che Tiberio scelse Pisone quale suo confidente, conferendogli un secreta mandata per evitare che la giovane età dell'erede al trono potesse portare Germanico ad una inutile e dispendiosa guerra contro i Parti. La situazione, però, sfuggì di mano a Pisone, forse anche a causa degli attriti tra le mogli del legato imperiale e del detentore dell'imperium proconsolare, tanto che l'inimicizia tra i due degenerò in un conflitto aperto. E la successiva morte di Germanico, non fece altro che determinare ripercussioni negative sulla figura del princeps nella storiografia successiva.

## Germanico scrittore e poeta

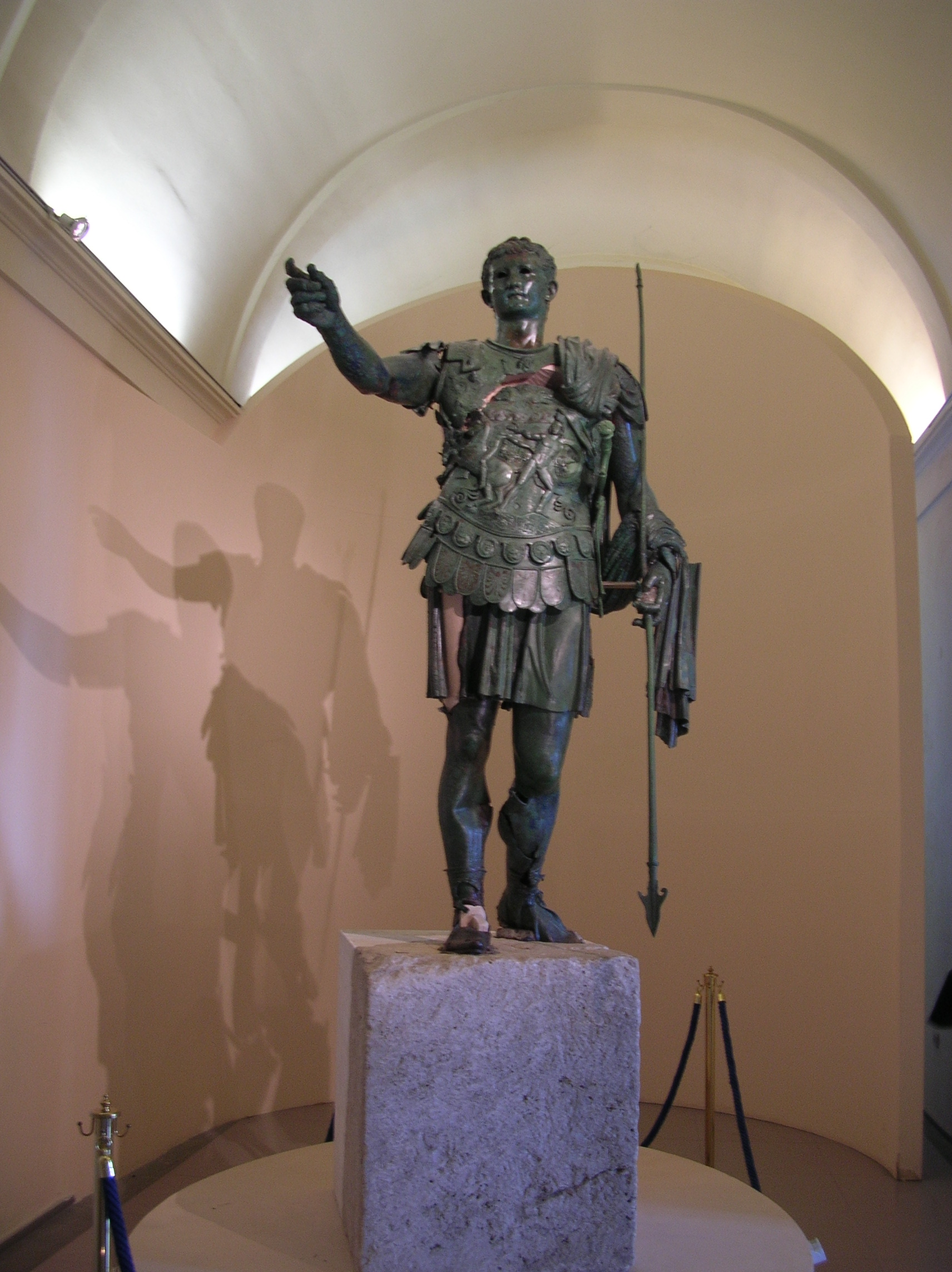
Statua bronzea di Germanico, esposta nel Museo civico di Amelia.

Germanico scrisse anche in prosa e in versi: di lui ci restano 725 esametri di una libera versione in latino del I libro del poema greco sull'astronomia, Phainomena (I fenomeni), e cinque frammenti di una versione del poema Diosemeia (I segni del tempo), entrambi di Arato. Essendo però l'attribuzione dubbia, è stato definito come autore della traduzione anche lo zio Tiberio.
I fenomeni sono dedicati a Tiberio, chiamato imperatore e genitor, padre adottivo, e pertanto dovrebbero essere stati composti tra il 14, anno della morte di Augusto, e il 19. Di modesta fattura, la versione interessa per una certa emozione che Germanico vi mostra per i fenomeni celesti e, insieme, per un suo non celato scetticismo nei confronti dei culti religiosi che a quei fenomeni si accompagnano.

## Germanico nella storiografia
Tacito scrisse così di lui, decenni dopo la sua morte:
(Tacito, Annales, I, 33)
Una splendida statua in bronzo raffigurante Germanico è stata ritrovata in pezzi nel 1963 ad Amelia (Umbria), già Ameria, importante municipio romano. La statua, capolavoro dell'arte bronzea romana, alta circa 2,14 m, dopo un paziente e sofisticato restauro, è ora esposta nel Museo archeologico della città umbra.

## Germanico nella cultura di massa
- Germanico è uno dei due eroi della civiltà romana in Rise and Fall: Civilizations at War.

## Ascendenza
|                        |                       |                             | Genitori            |  |  | Nonni |  |  | Bisnonni             |  |  | Trisnonni |  |
|                        |                       |                             |                     |  |  |       |  |  | Druso Claudio Nerone |  |  | …         |  |
|                        |                       |                             |                     |  |  |       |  |  | Druso Claudio Nerone |  |  | …         |  |
|                        |                       | …                           |                     |  |  |       |  |  | Druso Claudio Nerone |  |  |           |  |
| Tiberio Claudio Nerone |                       |                             |                     |  |  |       |  |  | Druso Claudio Nerone |  |  |           |  |
|                        |                       | …                           | …                   |  |  |       |  |  |                      |  |  |           |  |
|                        |                       | …                           | …                   |  |  |       |  |  |                      |  |  |           |  |
|                        |                       | …                           | …                   |  |  |       |  |  |                      |  |  |           |  |
| Druso maggiore         |                       | …                           |                     |  |  |       |  |  |                      |  |  |           |  |
|                        |                       | Marco Livio Druso Claudiano | …                   |  |  |       |  |  |                      |  |  |           |  |
|                        |                       | Marco Livio Druso Claudiano | …                   |  |  |       |  |  |                      |  |  |           |  |
|                        |                       | Marco Livio Druso Claudiano | …                   |  |  |       |  |  |                      |  |  |           |  |
| Livia Drusilla         |                       | Marco Livio Druso Claudiano |                     |  |  |       |  |  |                      |  |  |           |  |
|                        |                       | Alfidia                     | …                   |  |  |       |  |  |                      |  |  |           |  |
|                        |                       | Alfidia                     | …                   |  |  |       |  |  |                      |  |  |           |  |
|                        |                       | Alfidia                     | …                   |  |  |       |  |  |                      |  |  |           |  |
| Germanico              |                       | Alfidia                     |                     |  |  |       |  |  |                      |  |  |           |  |
|                        | Marco Antonio Cretico | Marco Antonio Oratore       |                     |  |  |       |  |  |                      |  |  |           |  |
|                        | Marco Antonio Cretico | Marco Antonio Oratore       |                     |  |  |       |  |  |                      |  |  |           |  |
|                        | Marco Antonio Cretico | …                           |                     |  |  |       |  |  |                      |  |  |           |  |
| Marco Antonio          | Marco Antonio Cretico |                             |                     |  |  |       |  |  |                      |  |  |           |  |
|                        |                       | Giulia                      | Lucio Giulio Cesare |  |  |       |  |  |                      |  |  |           |  |
|                        |                       | Giulia                      | Lucio Giulio Cesare |  |  |       |  |  |                      |  |  |           |  |
|                        |                       | Giulia                      | Fulvia              |  |  |       |  |  |                      |  |  |           |  |
| Antonia minore         |                       | Giulia                      |                     |  |  |       |  |  |                      |  |  |           |  |
|                        |                       | Gaio Ottavio                | …                   |  |  |       |  |  |                      |  |  |           |  |
|                        |                       | Gaio Ottavio                | …                   |  |  |       |  |  |                      |  |  |           |  |
|                        |                       | Gaio Ottavio                | …                   |  |  |       |  |  |                      |  |  |           |  |
| Ottavia minore         |                       | Gaio Ottavio                |                     |  |  |       |  |  |                      |  |  |           |  |
|                        |                       | Azia maggiore               | Marco Azio Balbo    |  |  |       |  |  |                      |  |  |           |  |
|                        |                       | Azia maggiore               | Marco Azio Balbo    |  |  |       |  |  |                      |  |  |           |  |
|                        |                       | Azia maggiore               | Giulia minore       |  |  |       |  |  |                      |  |  |           |  |
|                        |                       | Azia maggiore               |                     |  |  |       |  |  |                      |  |  |           |  |